# Vari-Voula-Vouliagmeni
Vari-Voula-Vouliagmeni (tiếng Hy Lạp: Βάρη-Βούλα-Βουλιαγμένη) là một khu tự quản ở đơn vị vùng Đông Attica, Attica, Hy Lạp. Thủ phủ khu tự quản là thị xã Voula.
Khu tự quản Vari-Voula-Vouliagmeni được lập trong đợtt cải cách chính quyền địa phương năm 2011 từ sự hợp nhất ba khu tự quản cũ:
- Vari
- Voula
- Vouliagmeni